# Парламентские выборы в Армении (2012)
Парламентские выборы в Армении 2012 года — выборы в Парламент Армении, прошедшие 6 мая 2012 года.
На парламентских выборах участвовали восемь партий и один партийный блок, которые боролись за 90 мест в НС, предусмотренных по пропорциональной системе. За 41 мажоритарное место в парламенте боролись 137 кандидатов.
На парламентских выборах в Армении, проголосовали 1 млн. 572 тыс. 518 избирателей или 62,33 % общего электората. В общереспубликанских парламентских выборах в Армении могли принять участие 2,484 миллиона избирателей.

## Результаты выборов
- РПА 664 266 голосов, 44,02 %, 69 мест (+5)
- ППА 454 671 голосов, 30,12 %, 37 мест(+19)
- АНК 106 901 голосов, 7,08 %, 7 мест(+7)
- «Наследие»  86 993 голосов 5,76 %,  5 мест (–2)
- АРФД 85 544 голосов,5,67 % , 5 мест (–11)
- ПСЗ 83 123 голосов,5,51 % ,6 мест  (–3)
- Остальные партии 24 419 голосов, 2,02 % 0 мест (0)
- Недействительные бюллетени 53 827 голосов,
- Независимые депутаты 2 (–15)

Явка 1573053 62,35 131
| Партия                                                                | Общенациональный округ | Общенациональный округ | Общенациональный округ | Одномандатные округа | Одномандатные округа | Всего мест | ±    |
| Партия                                                                | Голоса                 | %                      | Мест                   | Мест                 | %                    | Всего мест | ±    |
| --------------------------------------------------------------------- | ---------------------- | ---------------------- | ---------------------- | -------------------- | -------------------- | ---------- | ---- |
| Республиканская партия Армении                                        | 664 440                | 44,02                  | 40                     | 29                   | 70,7                 | 69         | ▲ 5  |
| Процветающая Армения                                                  | 454 673                | 30,12                  | 28                     | 9                    | 21,9                 | 37         | ▲ 12 |
| Армянский национальный конгресс                                       | 106 903                | 7,08                   | 7                      |                      |                      | 7          | ▲ 7  |
| Право закона                                                          | 83 123                 | 5,51                   | 5                      | 1                    | 2,4                  | 6          | ▼ 3  |
| Дашнакцутюн                                                           | 85 550                 | 5,67                   | 5                      |                      |                      | 5          | ▼ 10 |
| Партия - Наследие                                                     | 86 998                 | 5,76                   | 5                      |                      |                      | 5          | ▼ 2  |
| Компартия                                                             | 15 899                 | 1,45                   |                        |                      |                      |            |      |
| Демпартия                                                             | 5577                   | 0,37                   |                        |                      |                      |            |      |
| Единые Армяне                                                         | 2945                   | 0,20                   |                        |                      |                      |            |      |
| Независимые одномандатники                                            | —                      | —                      | —                      | 2                    | 4,8                  | 2          | ▼ 4  |
| Недействительные бюллетени                                            | 53 831                 | —                      | —                      | —                    | —                    | —          | —    |
| Всего                                                                 | 1 573 053              | 100,00                 | 90                     | 41                   | 100,0                | 131        | —    |
| Зарегистрировано избирателей и Явка:                                  | 2 523 101              | 62,35                  | —                      | —                    | —                    | —          | —    |
| Источник: ЦИК Армении Архивная копия от 8 мая 2018 на Wayback Machine |                        |                        |                        |                      |                      |            |      |

## Партийные фракции
| Фракция                                                 | Голоса |
| ------------------------------------------------------- | ------ |
| Фракция «Республиканская партия Армении»                | 69     |
| Фракция «Процветающая Армения»                          | 37     |
| Фракция «Армянский национальный конгресс»               | 7      |
| Фракция «Наследие»                                      | 5      |
| Фракция «Армянская революционная федерация Дашнакцутюн» | 5      |
| Фракция «Страна законности» (Оринац Еркир)              | 6      |
| Независимые депутаты                                    | 2      |

## Персональный состав парламента Армении пятого созыва
- Саакян, Галуст Григорьевич председатель Национального Собрания
- Нагдалян, Эрмине Микаэловна вице-спикер
- Шармазанов, Эдуард Овсепович вице-спикер
- Авагян, Карен Карленович
- Аветисян, Армен Николаевич
- Аветисян, Сукиас Гегелевич с 28 июня 2012 г.
- Айвазян, Вардан Суренович
- Алексанян, Лерник Рафикович с 18 апреля 2014 г.
- Алексанян, Самвел Лиминдрович
- Агабабян, Ашот Сергеевич
- Агабабян, Араик Размикович
- Аракелян, Базмасер Манафасович
- Арамян, Ара Айкович
- Арзуманян, Александр Робертович
- Арсенян, Ашот Егишеевич
- Арсенян, Гурген Бабкенович
- Арутюнян, Хосров Меликович
- Ахоян, Арагац Андрушевич
- Ачемян, Карине Хачиковна
- Бабаян, Армен Карлушевич
- Бабаян, Ваан Шотаевич
- Баблоян, Ара Саенович
- Бабуханян, Айк Борисович
- Багратян, Грант Араратович
- Бадалян, Володя Арамаисович
- Бадеян, Манвел Генрихович
- Багдасарян, Ваграм Вагинакович
- Бишарян, Егине Вачеевна
- Ботоян, Карен Овсепович
- Варданян, Агван Аршавирович
- Варданян, Элинар Суриковна
- Вардапетян, Тачат Мартунович
- Гаспарян, Рустам Рафикович
- Гегамян, Арташес Мамиконович
- Геворгян, Артур Самвелович
- Геворгян, Наапет Багратович
- Геворгян, Рубен Петикович
- Гулоян, Мурад Арамович
- Григорян, Айк Оганесович
- Григорян, Араик Темурович
- Григорян, Грант Меружанович
- Григорян, Манвел Секторович
- Григорян, Мартун Камоевич
- Давтян, Артак Людвигович
- Давтян, Грант Давидович
- Демирчян, Степан Каренович
- Джангирян, Гагик Врежович
- Дохолян, Левон Мартунович
- Есаян, Маргарит Генриховна
- Закарян, Артак Борисович
- Зограбян, Наира Вагановна
- Зограбян, Размик Артаваздович
- Зурабян, Левон Арамович
- Хачатрян, Айк Робертович
- Хачатрян, Ишхан Мишаевич
- Хачатрян, Лёва Юзикович
- Царукян, Гагик Коляевич
- Карапетян, Армен Сережаевич
- Карапетян, Ваан Гургенович
- Карапетян, Карен Саркисович
- Карапетян, Каро Еремович
- Карапетян, Наира Арташесовна
- Караханян, Вазген Гукасович с мая 2014
- Карагезян, Арутюн Арпиарович
- Кокобелян, Хачатур Гришаевич
- Кочарян, Давид Жораевич
- Акопян, Акоп Рафикович
- Акопян, Акоп Гарникович
- Акопян, Рубен Карапетович
- Амбарцумян, Аркадий Станиславович
- Арутюнян, Гамлет Микаелович
- Манукян, Абраам Акопович
- Манукян, Арам Вигенович
- Манукян, Мелик Сарибекович
- Манукян, Микаел Вагинакович
- Марабян, Марине Геворковна
- Маргарян, Григор Сергеевич
- Маргарян, Ованес Айкович
- Маргарян, Степан Григорьевич
- Маркосян, Вреж Варанцовович
- Мартиросян, Левон Юрикович
- Марукян, Эдмон Грачикович
- Махсудян, Ваагн Ваграмович
- Меликян, Гагик Вагинакович с 26 апреля 2014 г.
- Меликян, Спартак Сейранович
- Мелкумян, Микаэл Сергеевич
- Минасян, Арцвик Гарегинович
- Минасян, Мкртич Акопович
- Минасян, Гагик Енгибарович
- Мкртчян, Ваграм Патваканович с 26 апреля 2014 г.
- Мнацаканян, Мнацакан Андраникович
- Мхитарян, Армен Ашотович
- Мхитарян, Аршак Гарменович
- Мовсисян, Аракел Абрамович
- Мурадян, Мурад Саакович
- Мурадян, Рузанна Карапетовна
- Нагапетян, Корюн Гарникович
- Нерсисян, Тигран Робертович с июня 2014
- Никоян, Самвел Паргевович
- Нушикян, Гарегин Гагикович
- Шахгельдян, Мгер Левонович
- Ованнисян, Араик Рафаелович
- Ованнисян, Ваге Лаврентьевич
- Ованнисян, Арпине Ашотовна
- Овсепян, Рубен Гарникович
- Осканян, Вардан Минасович
- Пашинян, Никол Воваевич
- Петоян, Мушег Туринджевич
- Петросян, Алексан Макарович
- Петросян, Шушан Самвеловна
- Погосян, Карине Гамлетовна
- Погосян, Теван Жирайрович
- Постанджян, Заруи Амазасповна
- Рустамян, Армен Езнакович
- Саакян, Арман Сосович
- Саакян, Ованес Мишаевич с 23 июня 2012 г.
- Садоян, Рубен Альфредович
- Саргсян, Артак Самвелович
- Саргсян, Людмила Нариманововна
- Саргсян, Роберт Гургенович
- Сарибекян, Карен Багишевич
- Сароян, Седрак Фирдусович
- Седракян, Мгер Давидович
- Симонян, Меружан Гамлетович
- Софоян, Ованес Сережаевич
- Степанян, Артур Арсенович
- Степанян, Тигран Вачикович
- Торосян, Ширак Артемович
- Фарманян, Самвел Жораевич
- Уриханян, Тигран Хачатурович
- Энфиаджян, Ваге Саркисович

## Депутаты, полномочия которых прекращены
Бегларян, Гагик Бегларович назначен министром транспорта и связи
Тадевосян, Самвел Георгиевич назначен министром градостроительства
Григорян, Рафик Хоренович назначен губернатором Гегаркуникского марза
Баласанян, Самвел Мисакович избран мэром Гюмри
Айрапетян, Рубен Рафикович сложил полномочия
Ованнисян, Раффи Ричардович сложил полномочия
Абрамян, Овик Аргамович назначен премьер-министром
Чшмаритян, Карен Юрьевич назначен министром экономики
Арутюнян, Давид Эдонисович назначен министром-руководителем аппарата правительства
Акопян, Ваге Максимович назначен губернатором Сюникской области
Ованнисян, Ваган Эдуардович назначен послом Армении в Германии
Арутюнян, Хачик Арамаисович назначен ректором Академии ОДКБ
- Саргсян, Мартин Григорьевич назначен председателем комитета кадастра недвижимости при Правительстве
- Григорян, Григор Вардгесович сложил полномочия по состоянию здоровья